# Camí de Planers

El Camí de Planers, respecte del terme d'Abella de la Conca

El Camí de Planers és un camí del terme municipal d'Abella de la Conca, a la comarca del Pallars Jussà.
Arrenca de la Carretera d'Abella de la Conca just en superar aquesta carretera el pont damunt del barranc de Fonguera. Des d'aquest lloc puja cap al paratge dels Planers, trencant sempre cap al nord. Passa pel nord del Xalet del Sobirana i arriba a Cal Vila, on té el final.
Del Camí de Planers surten diversos camins, com ara el Camí de Ca l'Andreu, el de Cal Serret, el del Bosc d'Abella i el de Fonguera.

## Etimologia
Pren el nom de la partida dels Planers, que és on mena.